# ユゼフ・マリア・ハーネー＝ウロンスキー
ユゼフ・マリア・ハーネー＝ウロンスキー（Józef Maria Hoëne-Wroński、1778年8月23日 - 1853年8月8日）はポーランドのメシアニズム哲学者。数学者、物理学者、発明家、法律家、経済学者としても活動した。出生時の姓はハーネーだったが、1815年に自ら改姓している。姓はロンスキ、またはロンスキーとも表記され、線型微分方程式の理論におけるロンスキー行列式（ロンスキアン）に名を残している。

## 生涯
父はチェコ出身で、西ポーランドのポズナンで建築家をしていた。ユゼフはポズナンおよびワルシャワで教育を受けた。1794年、タデウシュ・コシチュシュコの蜂起に砲兵（少尉）として参加して捕らえられ、1797年までロシア陸軍に残った。1798年、中佐の地位を辞し、1800年までドイツで学んだ後、マルセイユでポーランド解放軍に参加。そこで科学および学問の研究に励み、独自の哲学的体系にたどりつく。10年後パリに移り、亡くなるまでそこで過ごした。パリでは生活物資にも事欠く赤貧だった。
彼は自分の考えの不滅性を確信し、それを万人に知らせるため、フランス語で書いた。彼自身の言によれば、彼は「ポーランドのためにフランスで」文章を書いた。数百の作品を発表し、さらに多くの手稿を残している。75歳で亡くなるとき、「全能の神よ、私はまだ言いたいことがあるのだ!」と叫んだという。
科学においては、ハーネー＝ウロンスキーは自らに壮大な作業を課した。すなわち、哲学、数学、天文学、テクノロジーの完全な改革である。彼は哲学体系を構築しただけでなく、それを政治、歴史、経済、法律、心理学、音楽、教育学に応用しようとした。彼は人類の知識体系を「絶対的、すなわち究極」の方法で再構築することを熱望していた。
1803年、マルセイユの天文台で働き、宇宙の構造や起源について多数の複雑な理論を生み出し始めた。このころ彼は当時の主な科学者や数学者と親交を持ち、天文台でもよく尊敬される存在だった。1910年、それまでの研究結果をまとめた分厚い本を出版した。それは科学や数学の全ての新しい基盤と彼が考える内容だった。彼の理論は数秘術的で、数とその特性が全宇宙の万物の根源的な基盤だと考えていた。その主張はほとんど受け入れられることがなく、彼の研究と理論は壮大な屑として退けられた。しかし、著名な科学者と親交していたために典型的な常軌を逸した理論よりも注目を集め、数学者ジョゼフ＝ルイ・ラグランジュのレビューを受けさえした（ただし、その内容は極めて批判的だった）。その後の論争の結果、彼は天文台を離れざるを得なくなった。
間もなく彼は数学に哲学を適用する方向に転換した（批判的な者は、それが一般化のために数学の厳密性を省くだけだと批判した）。1812年、彼はパオロ・ルフィニの近著の内容を直接否定し、全ての方程式には代数的解があるとした論文を発表した。後にルフィニの方が正しいことが判明している。
その後も様々な分野に手を出したが、いずれも失敗している。当時としては奇想天外な無限軌道風の乗り物を設計し、鉄道を置換するものとしたが、それを実現するための資金を提供する者は現れなかった。1819年、イングランドに渡って英国経度委員会から海上での経度を測定する装置の開発資金を得ようとした。何とかして委員会に提案書を提出したものの、その On the Longitude という提案書は一般論に終始していて具体的な装置についての計画を含んでおらず、委員会から援助を得ることはできなかった。その後も数年イングランドに留まり、1821年にロンドンで数学の入門書を出版。これで財政状況が若干よくなった。
1822年フランスに戻り数学と奇想天外な研究を再開したが、学界からは軽蔑され、貧困に苦しんだ。数秘術的理論の構築と同時に、永久機関を作ろうと試みたり、円積問題を解こうとしたり、未来を予知する機械（"prognometre" と称した）を作ろうとしたりといった無駄な努力に時間を費やした。1852年、亡くなる少し前に彼を信奉するエリファス・レヴィに出会った。レヴィはハーネー＝ウロンスキーの著作に大きな影響を受けている。
1853年、パリ近郊のヌイイ＝シュル＝セーヌで死去。

## 遺産

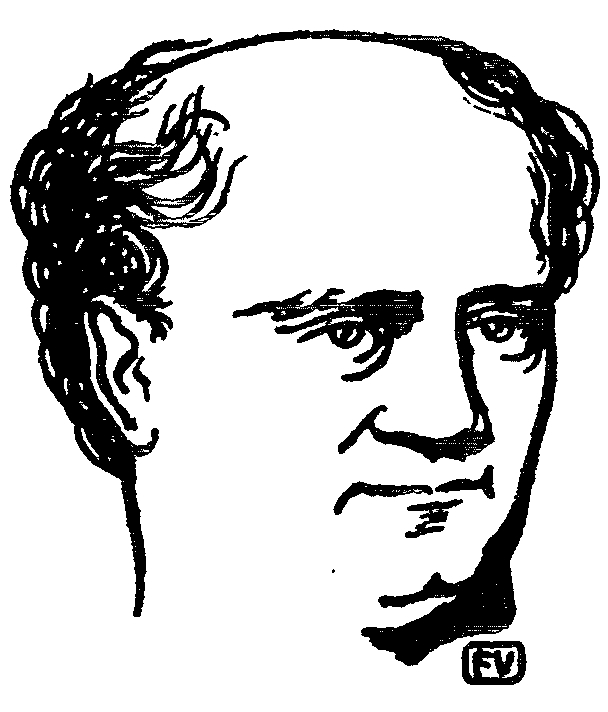
フェリックス・ヴァロットンによる肖像画

存命中は、その業績は全てナンセンスだとして退けられていたが、後にその一部に対して好意的な見方がなされるようになってきた。彼の壮大な主張のほとんどは実のところ根拠がないが、数学に関する業績は深い洞察と重要な中間的結果を含んでいる。特に級数についての業績が重要である。彼はラグランジュが無限級数を使っていることを強く批判し、代わりに関数のための斬新な級数展開を導入した。彼のラグランジュ批判の多くは根拠がないが、ハーネー＝ウロンスキーが級数に使った係数はその死後に重要な意味を持つようになり、ロンスキアンと呼ばれる行列式を生み出す元となった。ロンスキアンという名称は1882年、Thomas Muir が名付けた。
ハーネー＝ウロンスキーの業績のレベルとその視野の広さから、ハーネー＝ウロンスキーは19世紀初期のヨーロッパ形而上学の第一人者とされている。しかし、彼の思想は抽象的すぎ、形式的すぎ、曖昧で、使用する言語が母国語でなかったこと、限りない自信に溢れていたこと、妥協しない態度などから、疎外されてしまった。彼はポーランド形而上学者の元祖だが、ポーランドを代表する形而上学者ではない。

## 著書
- Introduction à la philosophie des mathématiques, et technie de l'algorithmie (1811)
- Prodrome du Messianisme; Révélation des destinées de l’humanité (1831)
- Réflexions philosophiques sur un miroir parabolique (1832)
- Resolution of equation polynomials of tous les degries (in anglishe) (1833)